# Euphorbia paranensis
Euphorbia paranensis är en törelväxtart som beskrevs av Dusen. Euphorbia paranensis ingår i släktet törlar, och familjen törelväxter. Inga underarter finns listade i Catalogue of Life.